# خوسيه توريس راميريز
خوسيه توريس راميريز (بالإنجليزية: José Torres Ramírez)‏ هو سياسي أمريكي، ولد في 27 يوليو 1962 في الولايات المتحدة. حزبياً، نشط في Popular Democratic Party (Puerto Rico) ‏.